# Bäckerei und Gastwirtschaft Hincke
Das Haus Bäckerei und Gastwirtschaft Hincke befindet sich in Bremen, Stadtteil Burglesum, Ortsteil Lesum, An der Lesumer Kirche 1 / Hindenburgstraße im Zentrum von Lesum. Das Haus entstand 1894. 
Es steht seit 1973 unter Bremer Denkmalschutz.

## Geschichte
Das dreigeschossige, verputzte, einfache Haus mit einem  Satteldach wurde 1894 in der Epoche der Jahrhundertwende als „Colonialwaren Handlung Bäckerei und Gastwirtschaft“ für Diedrich Hincke gebaut. Später betrieb Gerhard Hincke die Gaststätte. Markant ist der breite Brüstungsstreifen zwischen den Obergeschossen und das obere Blindfenster als geschmückte Wandnische mit oberem Nischenbogen. Ein Regenwasserrohr verläuft an der Hauptfront leicht schräg über dem Erdgeschoss. Das Gebäude erhielt nach hinten einen niedrigeren Anbau mit Satteldach.
Heute (2018) wird das Haus als Restaurant und Café sowie Dienstleistungszentrum Lesum und Wohnhaus genutzt. 
Im näheren Umfeld befinden sich als denkmalgeschützte oder bedeutsame  Gebäude die Martini-Kirche, die Lesumer Apotheke, das Fachwerkhaus An der Lesumer Kirche 22,  das Haus Amtsgericht Lesum (heute Polizeirevier Lesum, Hindenburgstraße 32/34), das Heimathaus Lesum (Alter Schulhof 11), das reetgedeckte Haus Hindenburgstraße 51 und das Haus Hindenburgstraße 61 von 1875 (ex Etablissement für den Oberamtsrichter, später Ortsamt Burglesum und Jobcenter).